# Yushania dafengdingensis
Yushania dafengdingensis är en gräsart som beskrevs av Tong Pei Yi. Yushania dafengdingensis ingår i släktet yushanior, och familjen gräs. Inga underarter finns listade i Catalogue of Life.